# Porcentaje en puntos
En finanzas, específicamente en el mercado de divisas, un porcentaje en puntos o punto de interés de precio (normalmente abreviado como pip, originalmente del inglés percentage in point) es una unidad de variación en el tipo de cambio de un par de divisas.
Las principales monedas (excepto el yen japonés) se cotizan tradicionalmente con cuatro decimales, y un pip es una unidad del cuarto punto decimal: en el caso de divisas con céntimos, un pip equivale a la centésima parte de un céntimo. Para el yen, un pip es una unidad del segundo punto decimal, porque el valor del yen está mucho más cerca de la centésima parte de las otras divisas principales.
A veces se confunde un pip con la unidad de cambio más pequeña de una cotización, es decir, el tick. Los pares de divisas a menudo se cotizan con cuatro decimales, pero el tick en un mercado dado puede ser, por ejemplo, de 5 pips o medio pip.

## Valor de cotización
Un cambio en el tipo de cambio de un punto puede estar relacionado con el cambio de valor de una posición en un mercado de divisas. La divisa se negocia normalmente en lotes de 100 000 unidades de la moneda base. Una posición de un lote que experimenta un cambio en el tipo de 1 pip por lo tanto cambia de valor en 10 unidades de la divisa cotizada u otro instrumento.

## Ejemplo
Si en el par de divisas del euro y el dólar estadounidense (EUR/USD) se negocia a un tipo de cambio de 1,3000 (1 EUR = 1,3 USD) y el tipo de cambio cambia a 1,3010, el tipo de cambio ha aumentado en 10 pips.
En este ejemplo, si un operador compra 5 lotes estándar (es decir, 5 × 100 000 = 500 000) de EUR/USD, paga 650 000 USD y cierra la posición tras la apreciación de 10 pips, el operador recibirá 650 500 USD con una ganancia de 500 USD (es decir, 500 000 USD (5 lotes estándar) × 0,0010 = 500 USD). La mayor parte de la actividad minorista de los especuladores se lleva a cabo en cuentas de margen, requiriendo sólo un pequeño porcentaje (típicamente el 1 %) del precio de compra como capital para la transacción. El yen es una excepción a esta regla debido a que su valor frente al dólar estadounidense es de 0,01.

## Pips fraccionales
Las plataformas electrónicas de trading han traído mayor transparencia de precios y competencia de precios a los mercados de divisas. Varias plataformas de trading han extendido la precisión de cotización para la mayoría de los principales pares de divisas en un punto decimal adicional; las tasas se muestran en 1/10 pips.